# Нова Испания
Вицекралство Нова Испания (на испански: Virreinato de Nueva España) е формирование от голям брой колонии (предимно в Северна Америка), представляващо част от Кралство Испания в периода (1535 - 1821 г.)

## Устройство
Управлява се от вицекрал, назначаван пряко от краля на Испания. Първият вицекрал е Диего Колумб – първородният син на Христофор Колумб, който през 1509 г. избира Санто Доминго за своя резиденция. Към 1535 г. административният център на вицекралството се мести в град Мексико. 
Вицекралят трябва да е безкрайно предан на испанския монарх и действа като официален негов представител в колониите, където има правомощия да: командва войската, избира кандидати за заемане на висши църковни постове, осъществява контрол над колониалната хазна. Властта му е ограничавана от аристокрацията, Католическата църква и едрите поземлени собственици, както и от самия крал - той няма право да въвежда нови закони, има ограничен мандат, а дейността му е следена от учреждения, наречени резиденсия и визита.

## Територии
В различни времена в състава му влизат земите на съвременните Мексико (също наричано Нова Испания), югозападните части на Съединените американски щати (също и Флорида), Гватемала, Белиз, Никарагуа, Салвадор, Коста Рика и Куба. Освен тях на подчинение на вицекралството са били и Филипините и други острови и територии в Тихия океан (включително част от остров Тайван) и в Карибско море. През 1821 г., в резултат от поражението във Войната за независимост на Мексико, Испания губи всички останали й към момента северноамерикански територии. Куба, Пуерто Рико, Гуам и Филипините остават под управлението на Испания до 1898 г., когато преминават под контрола на САЩ, в резултат на Испано-американската война.